# Carlo Cudicini
Carlo Cudicini  (Milánó, 1973. szeptember 6. –) olasz labdarúgó, labdarúgókapus, pályafutása végén az amerikai labdarúgó bajnokságban szereplő Los Angeles Galaxy kapusa. Korábban majdnem 10 évig a Chelsea játékosa volt, ahonnan ingyen igazolt a Tottenham-be. Édesapja a AC Milan kapus, Fabio Cudicini, nagyapja a Ponziana Trieste védője, Guglielmo Cudicini.

## Pályafutása
Cudicini az AC Milanban kezdte pályafutását, de nem lépett édesapja nyomdokaiba, mivel csak 2 mérkőzésen lépett pályára a milánóiaknál az ott töltött négy év alatt. Mindkét mérkőzést a Bajnokok Ligájában játszotta, a bajnokságban nem védett. 1993-ban a Como vette kölcsön egy szezonra, majd 1995-ben a Prato-hoz, 1996-ban a Lazio-hoz igazolt. A csapatban csuklósérülést szenvedett, így csak egy mérkőzésen játszhatott. 1997-ben került a Castel di Sangro-hoz, ahol továbbra is a sérülésével küszködött, így 1999-ben elhagyta a csapatot.

### Chelsea
Cudicini 1999-ben érkezett a Chelsea-hez 160,000 fontért a Castel di Sangro csapatától. Hamar a kezdőcsapatban találta magát, és első számú kapus lett. A 2001-02-es szezonban a szurkolók az Év játékosává szavazták meg.

#### 2007–08
Cudicini ezt az idényt is második számú kapusként kezdte Petr Čech mögött, azonban a cseh kapus sérülései miatt így is 19 mérkőzésen kapott lehetőséget. Első mérkőzését a Ligakupában játszotta a Hull City ellen, ahol nem kapott gólt, a csapat 4–0-ra győzött. A következő körben a Stamford Bridge-en védett a Leicester City ellen. A mérkőzésen 3 gólt kapott, azonban a Chelsea így is győzni tudott 4–3-ra. Ezután a Bajnokok Ligájában lépett pályára csereként a Schalke 04 ellen. Cudicini a következő öt mérkőzésen védett Čech sérülése miatt, és csak egy gólt kapott a mérkőzések alatt az Everton ellen a Stamford Bridge-en.
Cudicini decemberben megsérült, februárig nem játszott. Február 16-án tért vissza a pályára a Huddersfield Town elleni FA-kupa mérkőzésre, ahol 1 gólt kapott, de 3–1-re megnyerték a találkozót. A kupa következő körében is ő védett, azonban a Chelsea 1–0-ra vesztett a Barnsley ellen, és így kiesett a kiírásból. Cudicini ismét védhetett a csapatban, miután Čech újra megsérült. Játszott a 6–1-es győzelemmel végződő mérkőzésen a Derby County ellen, majd nem kapott gólt a Sunderland, a Middlesbrough és a
Manchester City ellen. Márciusban a helyi rivális Arsenal ellen védett, a találkozó 2–1-es győzelemmel végződött, előtte a Tottenham otthonában a White Hart Lane-en mentett csapatában egy pontot, mikor az utolsó percekben Dimitar Berbatov lövését hárította. Áprilisban a Bajnokok Ligájában a Fenerbahçe elleni negyeddöntő mindkét mérkőzésén ő védte a Chelsea kapuját. A csapat az első mérkőzést 2–1-re elveszítette Törökországban, azonban a visszavágót 2–0-ra nyerte, így 3–2-es összesítéssel jutott tovább. Cudicini a mérkőzés első félidejében sérülést szenvedett, ami véget vetett a szezonjának.

#### 2008–09
Cudicini ebben a szezonban először a 8. fordulóban lépett pályára a Middlesbrough ellen. Csapata 5–0-ra nyert idegenben, így ez volt a kapus 100. kapott gól nélküli mérkőzése. A szezonban összesen négy mérkőzésen lépett pályára (két bajnokin és két kupameccsen), mielőtt a Tottenhamhez távozott.

### Tottenham Hotspur
2009. január 26-án a Chelsea és a Tottenham Hotspur bejelentette, hogy Cudicini ingyen a Tottenham játékosa lett. A bajnokságban 2009. január 27-én debütált a Stoke City ellen. A mérkőzést a Spurs nyerte 3–1-re. Az első észak-londoni derbin az Arsenal ellen 2009. február 8-án védett, az eredmény 0–0 lett a White Hart Lane-en.

### A válogatottban
Húsz mérkőzést játszott az olasz U18-as válogatottban, és egyszer az U21-es válogatottban, ennek ellenére még egyszer sem lépett pályára a felnőttek között. Emiatt már voltak olyan feltételezések is, hogy az angol válogatottban kaphat lehetőséget, mivel már több éve játszik Angliában.

## Sikerei, díjai
Chelsea FC
- FA Premier League: 2005, 2006

Ezüstérmes: 2007, 2008
- FA-kupa: 2000, 2007
- FA Community Shield: 2000, 2005, 2007
- Angol Ligakupa: 2005, 2007
- UEFA Bajnokok Ligája ezüstérmes: 2008